# Dactylospongia
Dactylospongia é um gênero de esponja marinha da família Thorectidae.

## Espécies
- Dactylospongia elegans (Thiele, 1899)
- Dactylospongia metachromia (de Laubenfels, 1954)